# Lise Baastrup
Lise Baastrup (Silkeborg, 20 marzo 1984) è un'attrice e pittrice danese.

## Biografia
Nota per il ruolo di Hjørdis nella serie TV omonima e in Rita, lavora come attrice. Dal 2018 intraprende l'attività di pittrice contemporaneamente a quella recitativa.

## Filmografia

### Cinema
- Almost Perfect (2012)
- Kapgang, regia di Niels Harden (2014)
- Rosita, regia di Frederikke Aspöck  (2015)
- Il mistero di Halloween (2021)

### Televisione
- Rita - serie TV, (2012-2017)
- Lykke - serie TV, (2011)
- Hjørdis - serie TV, (2015)
- Seaside Hotel - serie TV, 29 episodi (2015)